# José Yunes
José Yunes (São Paulo, 23 de agosto de 1936) é um político, advogado e empresário brasileiro. Formado em Direito pela Faculdade de Direito da Universidade de São Paulo, dirigiu o Centro Acadêmico XI de Agosto, onde conheceu e criou um forte laço de amizade com Michel Temer. Em 1979, começou sua carreira política como deputado federal por São Paulo pelo MBD até que a encerrou nove anos depois, em 1988, como deputado federal suplente, após ter participado, também ao lado de Michel Temer no MDB, da Assembleia Nacional Constituinte, que elaborou a Constituição de 1988.

## Relação com Michel Temer
Mesmo fora da política, Yunes manteve sua amizade de décadas com Michel Temer. Tanto é que, assim que Temer aceitou o convite para integrar como candidato a vice-presidente na chapa de Dilma Rousseff, Yunes foi alçado à Presidência do Diretório Estadual do MDB de São Paulo e participou da coordenação da campanha de Marta Suplicy na disputa da Prefeitura de São Paulo em 2016. A campanha fracassou e Marta alcançou o terceiro lugar, atrás de Fernando Haddad (PT) e João Doria (PSDB), que acabou eleito no primeiro turno.
Assim que Temer assumiu a Presidência do Brasil após o impeachment de Dilma Rousseff, Yunes foi promovido a assessor especial. Porém, sua passagem pelo cargo foi curta, ainda em dezembro de 2016, Yunes pediu demissão após a delação premiada do ex-diretor de Relações Institucionais da Odebrecht Cláudio Melo Filho ter sido divulgada pela mídia. Cláudio Melo Filho afirmou ter pago a Yunes, em notas físicas, R$ 1 milhão dos R$ 10 milhões que foram entregues ao MDB durante as campanhas do pleito presidencial de 2014. A reunião para definir esse repasse teriam sido decididas em um jantar no Palácio do Jaburu, em maio de 2014, e o dinheiro teria sido entregue no escritório de Yunes, em São Paulo.
Em sua carta de demissão, Yunes ressaltou, mais uma vez, sua profunda amizade com Michel Temer, que existiria desde “os heroicos tempos nas Arcadas do largo de São Francisco”. Também criticou o ministro-chefe da Casa Civil de Temer, Eliseu Padilha, forte aliado do presidente, afirmando que foi feito de “mula” por Padilha por ter pego o “pacote” em seu favor. Yunes também disse que o delegado do pacote foi Lucio Funaro, apontado como “operador” de propinas do MDB e preso no âmbito da Operação Lava Jato.

## Atuação no setor imobiliário
José Yunes atuou grande parte da vida como empresário no setor imobiliário e foi grande conselheiro e incentivador de Michel Temer a investir no ramo. Na década de 1970, já começou a atuar no ramo imobiliário de São Paulo. Atualmente, ele, seus dois filhos e as empresas das quais a família é sócia são donos, ao todo, de 68 imóveis na capital paulista, com valor venal somado de R$ 102 milhões.

## Prisão
Ao fim de março de 2018, a pedido da procuradora-geral Raquel Dodge, Yunes foi preso no âmbito da Operação Skala, realizada no âmbito do inquérito da MP (Medida Provisória) dos Portos, que investiga propinas em um decreto do setor portuário e envolve Michel Temer. Além de Yunes, outras 12 pessoas foram pesas pela Operação Skala, dentre elas, outros amigos próximos de Michel Temer: o ex-ministro da Agricultura Wagner Rossi, o dono da Rodrimar Antônio Celso Grecco, Celina Torrealba e o coronel da reserva da PM de São Paulo João Baptista Lima Filho. A operação foi deflagrada na manhã do dia 29 de março de 2018 pela Polícia Federal em São Paulo e no Rio de Janeiro.
As prisões foram autorizadas pelo ministro do Supremo Tribunal Federal Luis Roberto Barroso. Cinco dias depois, as prisões temporárias foram revogadas por Barroso e todos os presos foram liberados da sede da Polícia Federal em São Paulo.
Em agosto de 2018, o ministro do Supremo Tribunal Federal Edson Fachin autorizou Yunes a acessar documentos sigilosos do inquérito que investiga Michel Temer, o ministro da Casa Civil, Eliseu Padilha, e o ministro de Minas e Energia, Moreira Franco. A investigação apura transferências ilegais de dinheiro pela Odebrecht ao MDB. Yunes não está diretamente envolvido na investigação, mas, após entrar com o pedido para ter acesso aos documentos, a procuradora-geral da República Raquel Dodge se manifestou favoravelmente ao empresário, afirmando que, apesar de não estar formalmente entre os investigados, ele pode ter participado da ilegalidade.